# Puya venusta
Puya venusta, llamado localmente chagualillos, chagual chico o chagual, es una especie de plantas de la familia Bromeliaceae. 

## Descripción
Alcanza una altura de 1.5 m incluyendo la vara floral. Las hojas están distribuidas en forma de roseta y son lineares, con los márgenes espinosos, de color plateado. Las flores se distribuyen densamente en espigas compuestas terminales. Las flores tienen seis tépalos  azules. Esta es una  planta rara encontrada en algunas partes de Chile incluidas Zapallar, Los Molles, Los Vilos.

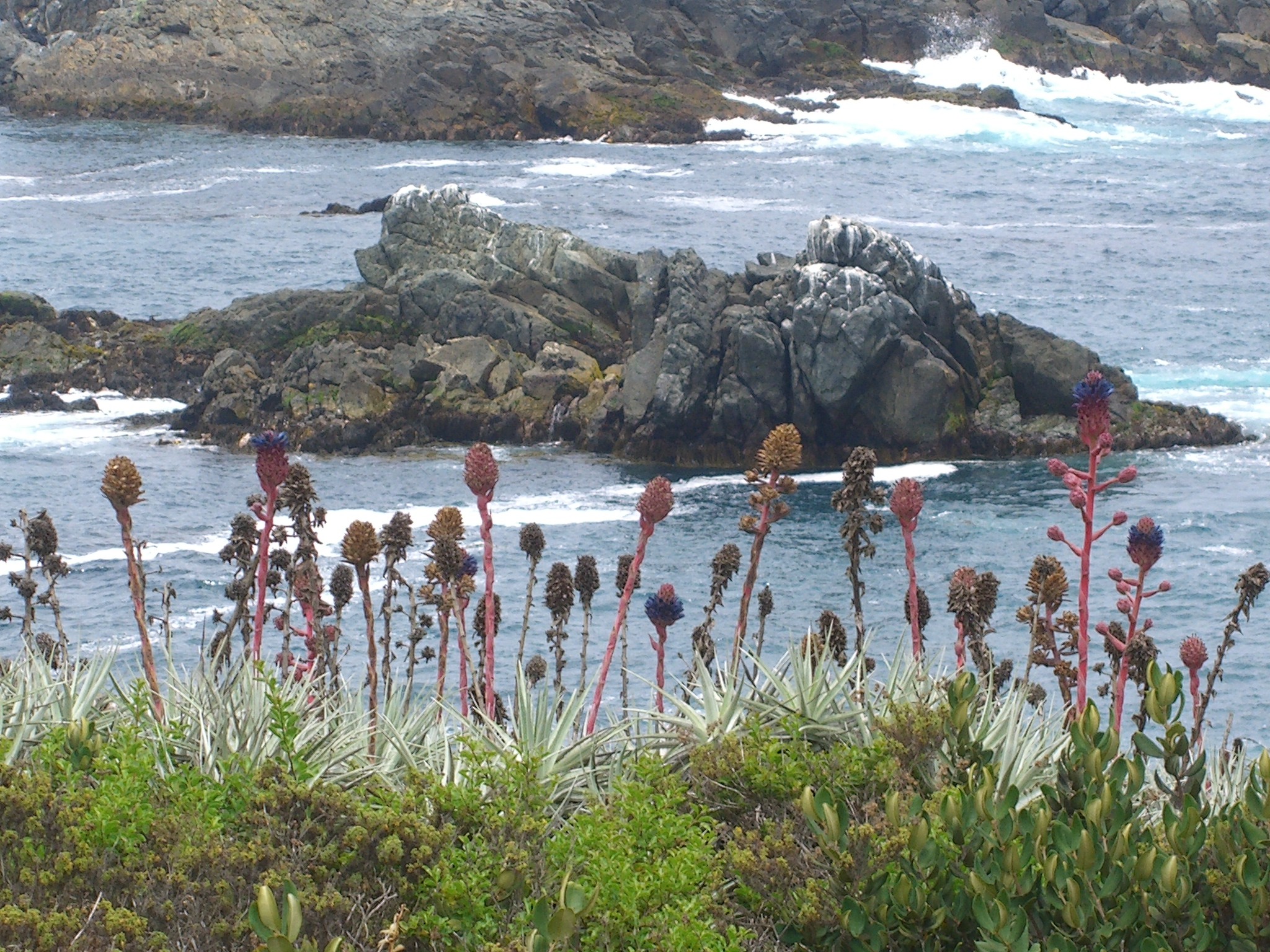
En su hábitat

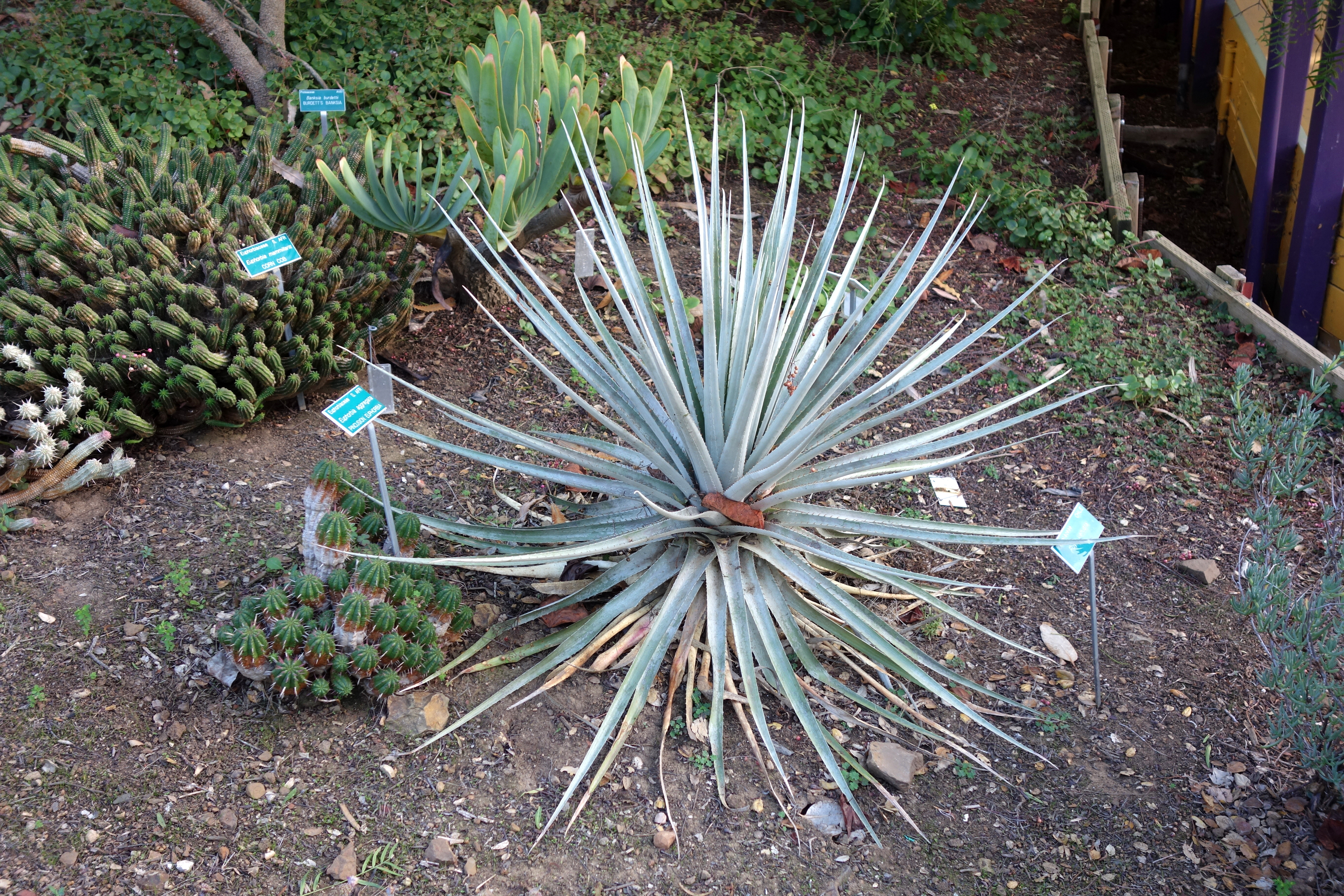
Vista de la planta

## Distribución y hábitat
Es una especie endémica de Chile que se distribuye por al litoral costero desde la IV Región (provincia de Coquimbo) hasta la V Región (provincia de Valparaíso), desde el nivel del mar hasta los 100 metros. Crece generalmente sobre áreas rocosas costeras formando rodales puros. Nunca penetra más de 1 km hacia el interior. En algunas localidades puede ser la especie dominante.

## Taxonomía
Puya venusta fue descrita por (Baker) Phil. y publicado en Anales de la Universidad de Chile 91: 613. 1895.
Etimología
Ver: Puya
venusta: epíteto latino que significa "encantador".
Sinonimia
- Pitcairnia venusta Baker
- Puya coquimbensis Mez
- Puya gaudichaudii Mez
- Puya venusta Phil. ex Baker[5][6]